# دونالد الكسندر ماكدونالد (عسكري)
دونالد الكسندر ماكدونالد هو عسكري كندي، ولد في 31 أكتوبر 1845 في كورنوال في كندا، وتوفي في 4 مايو 1920 في أوتاوا في كندا.